# IMO broj
IMO broj je identifikacijski broj koji u skladu s Međunarodnom konvencijom o sigurnosti na moru, 1974. (SOLAS 74) s dopunama. IMO broj mora biti dodijeljen brodu, vlasniku broda ili kompaniji. Broj je uveden radi pomorske sigurnosti i sprječavanja pomorskih prijevara. 
IMO je broj Međunarodne pomorske organizacije (International Maritime Organization), agencije Ujedinjenih naroda koja se bavi regulacijskim okvirom koji promiče sigurnost i zaštitu okoliša. 
IMO broj ostaje zauvijek dodijeljen određenom brodu, bez obzira na to je li plovilo promijenilo ime, zastavu ili vlasnika.

## Vanjske poveznice
- Standardni pomorsko-komunikacijski izrazi  Arhivirana inačica izvorne stranice od 29. studenoga 2014. (Wayback Machine)